# John Paul Salapatek
John Franklin (nacido John Paul Salapatek; Blue Island, Chicago, Illinois, 16 de junio de 1959) es un actor y profesor estadounidense.

## Carrera
En 1983, Franklin se mudó a Los Ángeles, California para seguir su carrera en la actuación. Apareció en comerciales antes de audicionar con éxito para el papel de Isaac Chroner en la adaptación cinematográfrica de la novela de Stephen King Los chicos del maíz.
Después de su papel en Children of the Corn, Franklin llegó a aparecer en el programa infantil Kids Incorporated, como estrella invitada en dos episodios ("The Leprechaun" y "Space Case"). También apareció en muchos comerciales de nuevo antes de ser estrella invitada en Highway to Heaven interpretando a Arnie, un fugitivo adolescente con discapacidad mental.
En 1991, Franklin consiguió el papel del Tío Cosa en La Familia Addams y repitió el papel en la secuela de 1993 La familia Addams 2: la tradición continúa. A lo largo de la década de 1990, Franklin apareció como invitado en varios programas de televisión, incluyendo Chicago Hope y Star Trek: Voyager, siendo entonces estrella invitada en las películas George B. con David Morse y Tower of Terror con Steve Guttenberg.
En 1999, Franklin repitió su papel debut, Isaac Chroner, en Los chicos del maíz 666 - El regreso de Isaac, el guion fue coescrito por su primo Tim Sulka. En 2000, consiguió un pequeño papel en las películas Phyton y coprotagonizó The Christmas Secret.
Franklin enseña literatura inglesa en la Golden Valley High School, en Santa Clarita, California.

## Personal
Franklin se casó con su pareja, David White, en septiembre de 2008.

## Filmografía
| Año  | Título                                        | Papel                       | Notas                                        |
| ---- | --------------------------------------------- | --------------------------- | -------------------------------------------- |
| 1984 | Kids Incorporated                             | Leprechaun / Extraterrestre | 2 episodios: "The Leprechaun" y "Space Case" |
| 1984 | Children of the Corn                          | Isaac Chroner               |                                              |
| 1986 | Highway to Heaven                             | Arnie                       | Episodio: Alone                              |
| 1986 | The Kingdom Chums: Little David's Adventure   | Magical Mose (voz)          | Telefilme                                    |
| 1988 | A Night at the Magic Castle                   | Twit                        |                                              |
| 1988 | Beauty & the Beast                            | Vincent (joven)             | Episodio: Promises of Someday                |
| 1988 | Chucky: el muñeco diabólico                   | Walkabout Chucky (voz)      |                                              |
| 1988 | Andy Colby's Incredible Adventure             | -                           |                                              |
| 1991 | La familia Addams                             | Primo Eso / Tío Cosa        |                                              |
| 1992 | La familia Addams 2: la tradición continúa    | Primo Eso / Tío Cosa        |                                              |
| 1994 | Tammy and the T-Rex                           | Poli                        |                                              |
| 1996 | Chicago Hope                                  | Jimmy Dunston               | Episodio: V-Fibbing                          |
| 1997 | George B.                                     | Little Mike                 |                                              |
| 1997 | La torre del terror                           | Dewey Todd                  |                                              |
| 1997 | Wag the Dog                                   | -                           |                                              |
| 1998 | The Killing Grounds                           | Propietario                 |                                              |
| 1999 | Los chicos del maíz 666 - El regreso de Isaac | Isaac Chroner               |                                              |
| 2000 | Python                                        | Floyd Fuller                |                                              |
| 2000 | Star Trek: Voyager                            | Kipp                        | Episodio: Critical Care                      |
| 2000 | The Christmas Secret                          | Morluv                      | Telefilme                                    |
| 2004 | Tales of a Fly on the Wall                    | Maestro Keldar              | Telefilme                                    |
| 2014 | Hag                                           | Consejero matrimonial       | Cortometraje                                 |
| 2015 | Hell's Kitty                                  | Isaias                      | Episodio: The Medium                         |